# Arcidiocesi di Rizeo
L'arcidiocesi di Rizeo (in latino Archidioecesis Rhizaeana) è una sede soppressa del patriarcato di Costantinopoli e una sede titolare della Chiesa cattolica.

## Storia
Rizeo, identificabile con Rize nell'odierna Turchia, è un'antica sede arcivescovile della provincia romana del Ponto Polemoniaco nella diocesi civile del Ponto e nel patriarcato di Costantinopoli.
La sede è menzionata nelle Notitiae Episcopatuum patriarcali fino al XIV secolo dapprima come suffraganea di Neocesarea e poi, dal IX secolo, come sede arcivescovile autocefala.
Di questa antica diocesi bizantina sono noti diversi vescovi. Il primo è Giovanni, che altri autori chiamano Niceta, documentato dal suo sigillo vescovile datato al VII secolo. Le fonti conciliari attestano l'esistenza di due prelati: Niceta (o Nectario), che assistette al secondo concilio di Nicea nel 787; e Giovanni, che partecipò al concilio di Costantinopoli dell'879-880 in cui fu riabilitato il patriarca Fozio; Giovanni figura tra gli arcivescovi presenti al concilio, mentre Niceta tra i vescovi suffraganei. Un altro sigillo, databile al X secolo, attesta l'esistenza di Niceforo, archiepiskopos Rhizaion. Gioacchino appose la sua firma agli atti di un sinodo patriarcale del 1565; in questo sinodo il suo nome appare assieme a quello dei metropoliti.
Incerto è il periodo della soppressione dell'arcidiocesi di Rizeo; all'inizio del XX secolo la città di Rize faceva parte della metropolia di Trebisonda, prima che anche questa scomparisse con la fine della presenza cristiana nella regione.
Dal XIX secolo Rizeo è annoverata tra le sedi arcivescovili titolari della Chiesa cattolica; la sede è vacante dal 30 gennaio 1980. Essa fu inizialmente una sede vescovile con il nome di dioecesis Rhizentina (Rhizus); assunse il nome attuale dal 1929. Il suo ultimo titolare è stato Francesco Lardone, nunzio apostolico.

## Cronotassi

### Vescovi e arcivescovi greci
- Giovanni (o Niceta) † (circa VII secolo)
- Niceta (o Nectario) † (menzionato nel 787)
- Giovanni † (menzionato nell'879)
- Niceforo † (circa X secolo)
- Gioacchino † (menzionato nel 1565)

### Vescovi e arcivescovi titolari
- Henri de Lespinasse de Saune, S.I. † (28 novembre 1899 - 7 agosto 1929 deceduto)
- Tiberio de Jesús Salazar y Herrera † (7 luglio 1932 - 22 giugno 1937 succeduto arcivescovo di Medellín)
- Lucas Guillermo Castillo Hernández † (10 novembre 1939 - 13 maggio 1946 succeduto arcivescovo di Caracas)
- Francesco Lardone † (21 maggio 1949 - 30 gennaio 1980 deceduto)